# Файстриц-бай-Ангер
Файстриц-бай-Ангер (нем. Feistritz bei Anger) — коммуна в Австрии, в федеральной земле Штирия. 
Входит в состав округа Вайц.  Население составляет 1095 человек (на 31 декабря 2005 года). Занимает площадь 804 км². Официальный код  —  61707.

## Политическая ситуация
Бургомистр коммуны — Франц Нойхольд (АНП) по результатам выборов 2005 года.
Совет представителей коммуны (нем. Gemeinderat) состоит из 15 мест.
- АНП занимает 7 мест.
- СДПА занимает 4 места.
- АПС занимает 4 места.